# Rhus coddii
Rhus coddii là một loài thực vật có hoa trong họ Đào lộn hột. Loài này được R. & A. Fernandes miêu tả khoa học đầu tiên.